# Bartolomeo Manfredi

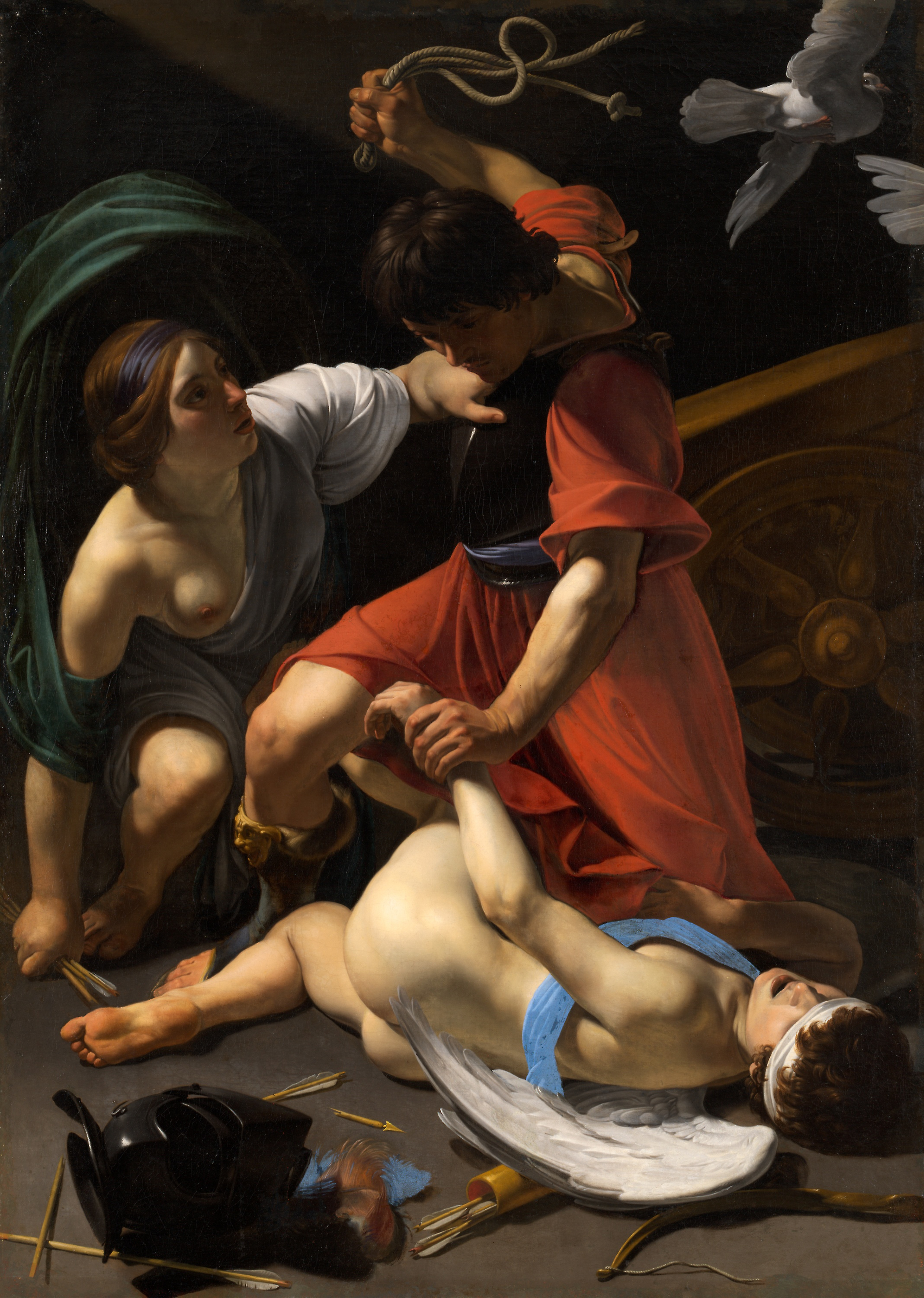
Mart castigant Cupido, Art Institute of Chicago.. Atribuït en el passat a Caravaggio.

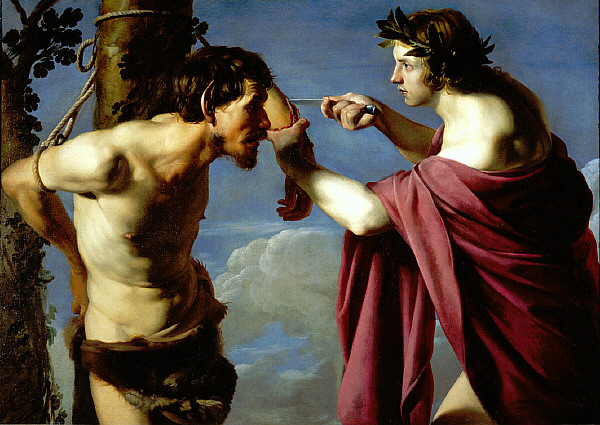
Apol·lo i Marsias (1616-1620, Museu d'Art de San Luis

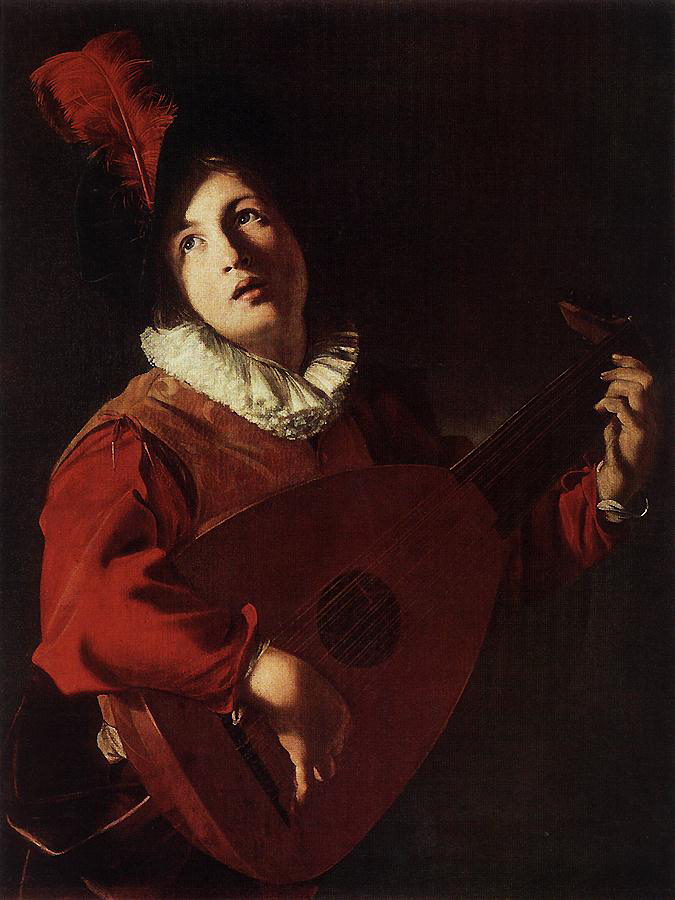
Jove laudista, Museu de l'Hermitage

Bartolomeo Manfredi (Ostiano, batejat el 25 d'agost de 1582 - Roma, 12 de desembre de 1622) va ser un pintor italià, membre destacat dels caravagistes –seguidors de Michelangelo Merisi da Caravaggio– de començaments del segle xvii.

## Biografia
Manfredi va néixer a Ostiano, a la vora de Cremona. Va poder haver estat un alumne de Caravaggio a Roma perquè en el seu famós judici per libel el 1603 Caravaggio va esmentar que un «cert Bartolomeo», acusat de distribuir poemes injuriosos atacant el detestat rival de Caravaggio Giovanni Baglione, havia estat un criat seu. Certament el Bartolomeo Manfredi conegut per la història de l'art era un seguidor molt proper de l'innovador estil de Caravaggio, amb el seu mateix clarobscur i la seva insistència en el naturalisme, amb un talent per narrar la història a través de l'expressió i el llenguatge corporal.
Caravaggio a la seva breu carrera –va ser llançat a la fama el 1600, exiliat de Roma el 1606, i mort per a l'any 1610– va tenir un profund efecte en la generació més jove d'artistes, particularment a Roma i Nàpols. I d'aquests caravagistes seguidors, Manfredi sembla haver estat el més influent a l'hora de transmetre el llegat del seu mestre a la següent generació, particularment amb pintors de França i els Països Baixos que van acudir a Itàlia. Desgraciadament, no queden obres documentades i signades per Manfredi, i diverses de les quaranta obres que avui se li atribueixen s'ha cregut abans que eren de Caravaggio. La distinció seriosa entre Caravaggio i Manfredi ha posat en evidència que va ser més aviat Manfredi, i no el seu mestre, el principal responsable de la popularització de la pintura de gènere dels baixos fons entre la segona generació de caravagistes.
Manfredi va ser un artista amb èxit, capaç de mantenir el seu propi criat abans d'assolir els trenta anys, «un home d'aparença distingida i conducta refinada», segons el seu biògraf Giulio Mancini, encara que escassament sociable. Va construir la seva carrera al voltant de pintures de cavallet per a clients privats, però les seves obres van ser àmpliament col·leccionades al segle xvii, i era considerat l'igual de Caravaggio, o també superior. El seu Mart castigant Cupido ofereix una temptadora pista sobre un Caravaggio perdut: el mestre va prometre una pintura sobre aquest tema a Mancini, però un altre dels patrons de Caravaggio, el cardenal Francesco Maria del Monte l'hil va comprar, i Mancini, aleshores, va encarregar a Manfredi que li'n pintés un altre per a ell, que es va considerar la millor obra de Manfredi.
Manfredi va morir a Roma el 1622. Gerard Seghers (1589-1651) va ser un dels seus alumnes.

## Obres destacades
- El Quart de la Guàrdia (Gemäldegalerie Alte Meister, Dresden)
- La Bonaventura (1616, Detroit Institute of Arts)
- Apol·lo i Marsias (1616-1620, Museu d'Art de San Luis)
- Mart castigant Cupido (Art Institute of Chicago)
- Jove laudista (1610, Museu de l'Hermitage, Sant Petersburg)
- Caïm mata Abel (1600, Kunsthistorisches Museum, Viena)
- Al·legoria de les Quatre Estacions (1610, Dayton Art Institute)
- David triomfant amb el cap de Goliath (1615, Museu del Louvre, París)
- Soldats jugant a les cartes
- Baco i bevedor (Galleria Nazionale d'Arte Antica, Roma)
- Lot i les seves filles
- Negació de Sant Pere (Museu Herzog Anton Ulrich, Braunschweig)
- Escena de taverna amb laudista (1621, LACMA, Los Angeles)